# 김광수 (1957년 2월)
김광수(1957년 2월 26일 ~ )는 대한민국의 서울특별시의회 의원이었다.

## 학력
- 국민대학교 경영학과 중퇴

## 경력
- 제17대 국회 김근태 의원실 사무국장
- 2010년 7월 1일 ~ 2014년 6월 30일 : 제8대 서울특별시의회 의원
  - 2010.07 ~ 2012.06 : 제8대 서울특별시의회 전반기 운영위원회 위원
  - 2010.07 ~ 2012.06 : 제8대 서울특별시의회 전반기 행정자치위원회 위원
  - 2012.07 ~ 2014.06 : 제8대 서울특별시의회 후반기 행정자치위원회 위원장
- 2014년 7월 1일 ~ 2018년 6월 30일 : 제9대 서울특별시의회 의원
  - 2018.04 ~ 2018.06 : 제9대 서울특별시의회 후반기 부의장
- 2018년 7월 1일 ~ 2022년 6월 30일 : 제10대 서울특별시의회 의원
  - 2018.07 ~ 2020.06 : 제10대 서울특별시의회 전반기 환경수자원위원회 위원

## 역대 선거 결과
|  | 31.6% |

|  | 58.49% |

|  | 51.94% |

|  | 70.33% |